# Tony Gwynn
Pour les articles homonymes, voir Gwynn.
Anthony Keith Gwynn dit Tony Gwynn (né le 9 mai 1960 à Los Angeles, Californie, et décédé le 16 juin 2014 à Poway en Californie ) est un joueur américain de baseball élu au Temple de la renommée en 2007. Il a passé son entière carrière de 20 saisons, de 1982 à 2001, avec les Padres de San Diego. 
L'un des 28 joueurs ayant frappé au moins 3 000 coups sûrs dans le baseball majeur, Gwynn occupe le 19e rang de l'histoire avec 3 141 coups sûrs. Sa moyenne au bâton en carrière de ,338 est en date de 2014 la 18e plus élevée de tous les temps. Régulierèment parmi les meilleurs de la moyenne au bâton, il a gagné le championnat des frappeurs de la Ligue nationale 8 fois en 20 saisons et a mené la ligue sept fois pour les coups sûrs. En 1994, il a frappé ,394; la meilleure moyenne depuis que Ted Williams frappa ,406 en 1941 et la meilleure moyenne dans la Ligue nationale depuis 1930.
Surnommé Mr. Padre, il est considéré comme le joueur le plus célèbre de la franchise de San Diego, dont il faisait partie lors de leurs deux titres de la Ligue nationale : en 1984, où le club s'incline en Série mondiale face aux Tigers de Détroit, et en 1998 où la finale des majeures est perdue contre les Yankees de New York malgré la performance de Gwynn, qui frappa ,500 avec un coup de circuit.
Le 9 janvier 2007, Gwynn a été élu au Temple de la renommée à sa première année d'éligibilité, obtenant 97,6 % d'appuis. Il a été l'un des deux joueurs à être élus à ce moment, l'autre étant Cal Ripken, Jr.
Une statue de Gwynn, haute de 3 mètres et au surnom Mr. Padre gravé sur le socle, est érigée en 2007 aux abords du PETCO Park, le stade des Padres depuis 2004. La rue sur laquelle le stade est situé est en 2005 renommée Tony Gwynn Drive. L'équipe de baseball universitaire des Aztecs de San Diego State joue ses matchs à San Diego au Tony Gwynn Stadium.
Son frère Chris Gwynn, né en 1964, a joué dans les majeures de 1987 à 1996. Son fils Tony Gwynn, Jr., né en 1982, a joué dans les majeures de 2006 à 2014 et sa fille Anisha Nicole, née en 1985, est une chanteuse R&B.
Tony Gwynn meurt le 16 juin 2014 à la suite d'une tumeur des glandes salivaires.

## Classements
- Classé 18e pour les coups sûrs
- Classé 47e pour les présences au bâton
- Classé 15e pour la moyenne au bâton (1er depuis 1960)
- Classé 22e pour les doubles